# Yves Castanou
Yves Castanou est un pasteur chrétien  évangélique  charismatique congolais, né le 22 juin 1971 à Reims. Il est pasteur associé, cofondateur de l’église Impact centre chrétien à Paris et pasteur principal d’Impact centre chrétien Brazzaville au Congo. Il est directeur général de Congo Telecom, l’opérateur historique des télécommunications en République du Congo.

## Biographie
Yves Castanou est né à Reims, en France, le 22 juin 1971. En 1992, il rejoint l’École polytechnique de Montréal, où il obtient un diplôme d’ingénieur en génie électrique en 1996. Cette même année, il épouse Habi, avec qui il aura deux enfants . Il suivra ensuite une première formation biblique au Royaume-Uni avant de rejoindre l'Institut biblique et l'Académie des hautes études théologiques et pastorales de Paris.

### Carrière
Yves Castanou a été ingénieur télécom dans la société Lucent Technologies à Denver aux États-Unis,. 
En 2002, il fonde l’église Impact centre chrétien avec Yvan Castanou, son frère jumeau, à Ivry-sur-Seine, près de Paris en France. Modestine Castanou, épouse d'Yvan, y joue également un rôle central en tant que pasteure, responsable des ressources humaines et du ministère des Femmes d'Impact.
Il a été ordonné officiellement pasteur avec son épouse Habi, en mars 2004, par les pasteurs André Thobois et Emmanuel Toussaint (Concile mondial protestant et évangélique des Églises).
En 2010, Yves Castanou est nommé, par décret présidentiel, directeur général de l'Agence de régulation des postes et des communications électroniques en République du Congo,.
En 2012, il devient pasteur principal d’Impact centre chrétien Brazzaville.
Le 9 avril 2020, il est nommé par décret présidentiel, directeur général de Congo Telecom,.

## Distinctions
Le 22 novembre 2013, Yves Castanou a été élevé au grade d’officier de l’Ordre du Mérite congolais, à l’occasion de l’inauguration du nouveau siège de l’Agence de régulation des postes et des communications électroniques.